# Radovesice
Radovesice település Csehországban, a Litoměřicei járásban. Radovesice Žabovřesky nad Ohří, Slatina, Libochovice, Chotěšov és Budyně nad Ohří településekkel határos. Lakosainak száma 542 fő (2024. január 1.).

## Népesség
A település lakosságának változását az alábbi diagram mutatja:
| Lakosok száma | 476  | 601  | 699  | 508  | 481  | 427  | 486  | 498  | 506  | 542  |
|               | 1869 | 1890 | 1921 | 1950 | 1980 | 2001 | 2017 | 2019 | 2022 | 2024 |